# Reina Claudia Bavay
Reina Claudia Bavay es una variedad cultivar de ciruelo (Prunus domestica), de las denominadas ciruelas europeas,
una variedad de ciruela obtenida de una plántula de 'Reina Claudia Verde' por el Major Esperin de Malinas, Bélgica, alrededor de 1832. 
Las frutas tienen un tamaño medio a grande, color de piel verdoso o amarillo-calabaza claro con manchas irregulares más claras, y pulpa de color amarillo-verdosa o ambarina, con una textura firme, medianamente jugosa, y un sabor medianamente dulce, refrescante, muy bueno.

## Sinonimia
- "Monstrueuse de Bavay",
- "Reine Claude Monot",
- "Reine Claude Bavay Monstreux",[4]
- "Late Reine Claude",
- "Bavay's Green Gage",[5][6]
- "Reina Claudia Tardía",
- "Reina Claudia Tolosa".[7]

## Historia
El área de origen de los ciruelos "Reina Claudia" sería seguramente Siria?, y se obtuvo en Francia tras el descubrimiento de un ciruelo importado de Asia que producía ciruelas de color verde. Este ciruelo fue traído a la corte de Francisco I por el embajador del reino de Francia ante la "Sublime Puerta", en nombre de Solimán el Magnífico.
El nombre de Reina Claudia es en honor de Claudia de Francia (1499–1524), duquesa de Bretaña, futura reina consorte de Francisco I de Francia (1494–1547). En Francia le decían la bonne reine.
'Reina Claudia Bavay' es una variedad belga antigua, obtenida de una plántula de Reina Claudia Verde por el Major Esperin de Malinas, Bélgica, alrededor de 1832, y dedicada por él en 1843 a M. De Bavay, Director de los "Viveros Reales"", en Vilvoorde, cerca de Bruselas. En 1856, la "American Pomological Society" colocó a "Bavay" en su catálogo de frutas, donde aún permanece.
'Reina Claudia Bavay' está cultivada en el banco de germoplasma de cultivos vivos de la Estación experimental Aula Dei de Zaragoza (como 'Reina Claudia Bavay'). Está considerada incluida como una variedad local muy antiguas, cuyo cultivo se centraba en comarcas muy definidas, que se caracterizan por su buena adaptación a sus ecosistemas, y podrían tener interés genético en virtud de su características organolepticas y resistencia a enfermedades, con vista a mejorar a otras variedades.

## Características
'Reina Claudia Bavay' árbol con una copa abierta y ancha y un tronco grueso con corteza áspera, que produce antes y mejor que la RC Verte, que da frutos abundantes. Requiere suelo ligero y una posición soleada. Las mejores frutas vienen cuando hay un comienzo de verano húmedo y un clima cálido y seco en el período de maduración. Si el clima es al revés, gran parte de la cosecha se pierde por culpa de la monilinia (Podredumbre parda). Tiene un tiempo de floración que comienza a partir del 16 de abril con el 10% de floración, para el 20 de abril tiene una floración completa (80%), y para el 29 de abril tiene un 90% de caída de pétalos.
'Reina Claudia Bavay' tiene una talla de tamaño mediano a grande, de forma elíptico-redondeada o redondeada, algo deprimida en los polos, en general, ligeramente asimétrica con un lado algo más desarrollado, con la sutura bien perceptible, de color grisáceo indefinido, transparente, hundida y a veces hendida en la cavidad peduncular, en el resto del fruto situada en una depresión muy ligera o completamente superficial; epidermis recubierta de pruina muy abundante, espesa, blanquecina, pubescencia muy abundante por casi todo el fruto, pero sobre todo en el polo pistilar, la piel con color verdoso o amarillo-calabaza claro con manchas irregulares más claras, sin chapa, a veces con salpicaduras y puntos aislados de color carmín, punteado lenticelar abundante muy menudo, a veces formando grupos compactos, blanquecino, con aureola verdosa o imperceptible; Pedúnculo de longitud corto o mediano, fuerte, muy pubescente, casi tomentoso, ubicado en una cavidad del pedúnculo de anchura mediana y poca profundidad, medianamente rebajada en la sutura, y menos y más suavemente en el lado opuesto;pulpa de color amarillo-verdosa o ambarina, con una textura firme, medianamente jugosa, y un sabor medianamente dulce, refrescante, muy bueno.
Hueso adherente en caras laterales, rara vez libre, de tamaño mediano o grande, elíptico, con ligera cresta ventral, con surco dorsal profundo y ancho; surcos laterales poco acusados, y las caras laterales semi-lisas en parte central, rugosas o escabrosas en zona pistilar y con bastantes orificios junto a zona dorsal.
Su tiempo de recogida de cosecha se inicia en su maduración de la primera y segunda decena de septiembre.

## Usos
La ciruela 'Reina Claudia Bavay' se comen crudas de fruta fresca en mesa.

## Cultivo
Autofértil, es una muy buena variedad polinizadora de todos los demás ciruelos de Reina Claudia.

## Enfermedades y plagas
Plagas específicas:
Pulgones, Cochinilla parda, aves Camachuelos, Orugas, Araña roja de árboles frutales, Polillas minadoras de hojas, Pulgón enrollador de hojas de ciruelo.
Enfermedades específicas:
Podredumbre parda de las ciruelas.